# Marzena Sowa
Marzena Sowa (prononciation : « [maʒena sova] ») est une scénariste de bande dessinée polonaise née à Stalowa Wola (Basses-Carpates, Pologne) le 8 avril 1979.  

## Biographie
Venue en France en 2001 pour terminer ses études de lettres commencées à l'Institut de philologie romane de l'Université Jagellonne de Cracovie, elle passe trois ans à l'Université Bordeaux III.
Marzena Sowa rencontre le dessinateur Sylvain Savoia et tous deux forment un couple. À partir de 2004, elle s'associe avec lui pour la création d'une bande dessinée autobiographique, Marzi, qui raconte l'enfance de la scénariste dans la Pologne des dernières années du régime communiste. Le premier tome sort en 2005 et plusieurs tomes suivent, le septième en 2017.
Elle scénarise pour Sandrine Revel N’embrassez pas qui vous voulez, paru en 2012, et qui porte sur la Pologne à l'ère de Staline. En 2014, elle signe L'Insurrection, avant l'orage dessiné par Krzysztof Gawronkiewicz. Elle écrit pour Aude Soleilhac Histoire de poireaux, de vélos, d’amour et autres phénomènes, paru en 2015.
En 2017-2019, elle suit une formation de vidéaste à l'École de Photographie et de Techniques Visuelles Agnès Varda à Bruxelles. 
En 2019, elle réalise son premier film, un court-métrage documentaire Un essai sur nous deux qui est remarqué par Arte dans le concours Et pourtant elles tournent.
En 2020, elle livre l'album jeunesse La Grande Métamorphose de Théo servi par le dessin de Geoffrey Delinte. Deux ans plus tard, en 2022, chez le même éditeur La Pastèque, elle signe une bande dessinée La Petite Évasion avec Dorothée de Monfreid.

## Ouvrages
Sauf mention contraire, elle est scénariste des albums.
- Marzi avec Sylvain Savoia (dessin), Dupuis :
  - Publications originales
    1. Petite Carpe, 2005
    2. Sur la terre comme au ciel, 2006
    3. Rezystor, 2007
    4. Le Bruit des villes, 2008 (tirage de tête, Éditions de la Gouttière, 2008)
    5. Pas de liberté sans Solidarité, 2009
    6. Tout va mieux…, 2011
    7. Nouvelle vague, 2017

  - Édition en volumes doubles:
    - La Pologne vue par les yeux d'une enfant (intégrale, tome 1), 2008
    - Une enfant en Pologne (intégrale, tome 2), 2009
    - Nouveau Souffle (intégrale, tome 3), 2017

  - Aire libre : Tome 1 - Marzi, une enfance polonaise (1984-1989), 2019
- N'embrassez pas qui voulez, avec Sandrine Revel (dessin), Dupuis, coll. « Auteurs », 2013
- L'Insurrection, avant l'orage[5], tome 1, avec Krzysztof Gawronkiewicz (dessin), Dupuis, coll. « Aire Libre », 2014
- Histoire de poireaux, de vélos, d’amour et autres phénomènes, avec Aude Soleilhac, Bamboo, 2015
- Tej nocy dzika paprotka, avec Berenika Kołomycka (pl) (dessin), ed. Centrala, mai 2013
- That Night, a Monster, avec Berenika Kołomycka (dessin), ODOD Books / Uncivilized Books, Minneapolis, 2018  (ISBN 978-1-94125030-3)
- La Grande Métamorphose de Théo, avec Geoffrey Delinte, éd. La Pastèque, 2020   (ISBN 978-2-89777-077-8)
- La Petite Évasion, avec Dorothée de Monfreid, éd. La Pastèque 2022
- Petit Pays, adaptation du roman de Gaël Faye, dessin de Sylvain Savoia, collection Aire Libre, Dupuis, avril 2024

## Prix et distinctions
- 2009 :  Prix Saint-Michel de la presse (avec Sylvain Savoia) pour Marzi t. 4 : Le Bruit des villes)[8]
- 2015 :  Prix Ligue de l'Enseignement 41 pour le Jeune Public au festival bd BOUM de Blois pour Histoire de poireaux, de vélos, d’amour et autres phénomènes, avec Aude Soleilhac[9]
- 2021 : *  Finaliste Prix des libraires du Québec BD Jeunesse 2021[10] (Catégorie hors Québec) pour La Grande Métamorphose de Théo, dessins de Geoffrey Delinte
- 2023:  La Petite Evasion reçoit le Prix des Ecoles au Festival International de Bande Dessinée à Angoulême 2023